# 劉東根
劉东根（1956年6月18日—），韩国男演员，另譯柳東根、俞東根。1997年起在大學戲劇系擔任兼任教授。

## 演出作品

### 電視劇
- 1984年：KBS《家族》
- 1989年：KBS《一半失敗》
- 1990年：KBS《破天舞》
- 1991年：KBS《三天的承諾》
- 1992年：KBS《花戒指》
- 1992年：SBS《玫瑰庭院》
- 1993年：SBS《你家的老公如何》
- 1994年：SBS《那男人的活法》
- 1995年：KBS《張綠水》飾演 燕山君
- 1996年：MBC《爱人》
- 1996年：KBS《赵光祖》飾演 趙光祖
- 1996年：KBS《龙之泪》飾演 朝鮮太宗李芳遠
- 1998年：KBS《野望的傳說》飾演 李廷宇
- 2000年：SBS《菜鳥》
- 2001年：KBS《明成皇后》飾演 興宣大院君
- 2003年：KBS《妻子》飾演 韓尚振／閔永泰
- 2004年：MBC《英雄時代（朝鲜语：영웅시대_(2004년_드라마)）》
- 2006年：SBS《渊盖苏文》飾演 淵蓋蘇文（老年）
- 2008年：MBC《伊甸園之东》飾演 國大華會長
- 2010年：MBC《蒲公英家族》飾演 朴尚吉
- 2010年：SBS《雅典娜：戰爭女神》飾演 權龍冠
- 2012年：JTBC《無子無懮》飾演 安熙載
- 2013年：MBC《九家之書》飾演 李舜臣
- 2014年：KBS《鄭道傳》飾演 李成桂
- 2014年：KBS《家人之間為何這樣》飾演 車順奉
- 2015年：KBS《Assembly》飾演 徐大安
- 2017年：tvN《世上最美麗的離別》飾演 鄭哲
- 2018年：KBS《一起生活吧》飾演 朴孝燮
- 2019年：MBC《The Banker》飾演 姜三道
- 2022年：SBS《Again My Life》飾演 黃真龍
- 2024年：MBC《搜查班長1958》飾演

### 電影
- 1985年：《女人，女人》
- 1991年：《骆驼不会独自流泪》
- 2002年：《黑帮千金逼我嫁》
- 2003年：《我的野蛮初恋》
- 2004年：《谁拿了录像带》
- 2006年：《竹馬之友》
- 2011年：《致命一擊》
- 2012年：《家門的榮光5：家門的歸還》

### MV
- 2010年：太真兒《愛情比金錢好》